# Mary Hallock Foote

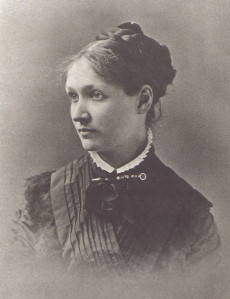
Mary Hallock Foote

Mary Ann Hallock Foote (* 9. November 1847 in Milton (Ulster County), New York; † 25. Juni 1938 in Hingham, Massachusetts) war eine US-amerikanische Autorin und Illustratorin.

## Leben
Foote stammte aus einer Quäkerfamilie: sie war die jüngere Tochter von Nathaniel Hallock (1802–1887) und dessen Ehefrau Ann Burling Hallock (1816–1890) und wuchs zusammen mit ihrer älteren Schwester auf einer Farm im Hudson Valley auf.
Nach dem Besuch des Female Collegiate Seminary in Poughkeepsie konnte Foote an das Cooper Institute School of Design for Women in Manhattan wechseln. Nach ihrem erfolgreichen Abschluss dort konnte sie sich in New York als Illustratorin etablieren. Am Cooper Institute schloss Foote Freundschaft mit ihrer Kommilitonin Helena de Kay Gilder (1846–1916): diese Freundschaft funktionierte Zeit ihres Lebens und schloss auch deren späteren Ehemann Richard Watson Gilder (1844–1909) mit ein. Mit der Zeit ergab sich ein kleiner Künstlerkreis, an dessen regelmäßigen Treffen neben Foote und Gilder auch Mary Oakey Dewing, Mary L. Stone und Footes Nichte Mary Birney teilnahmen.
Anlässlich einer Ausstellung machte Foote 1876 in Manhattan die Bekanntschaft des Bergbauingenieurs Arthur De Wint Foote (1849–1933). Sie heiratete ihn ein Jahr später und hatte mit ihm zwei Töchter, Elizabeth (1882–1942) und Agnes (1886–1904) und einen Sohn, Arthur (1877–1964). Zusammen mit ihrem Ehemann ging sie nach Kalifornien, wo er in der Nähe von San José seinen Arbeitsplatz hatte. Spätere Arbeitsstellen waren Leadville (Colorado), Deadwood (South Dakota), Boise (Idaho) und Morelia (Mexiko).Ihr letzter Arbeitsplatz war Grass Valley in Kalifornien, wo ihr Ehemann die Leitung der North Star Mine übernahm.
Neben ihren Illustrationen begann Foote auch kleine Geschichten zu schreiben und konnte sie u. a. im The Century Magazine bzw. Scribner’s Monthly veröffentlichen. Bei letzterer Zeitschrift fand sie in Richard W. Gilder immer einen fördernden Herausgeber. Anlässlich der Weltausstellung in Chicago 1893 bestritt Foote eine große Solo-Ausstellung im Women’s Building.
Um 1905 ließ sich Foote zusammen mit ihrer Familie endgültig in Kalifornien nieder. In der Nähe von Grass Valley bauten sie sich ein großzügiges Haus, die Pläne dazu entwarf die Architektin Julia Morgan.
Hallock Foote starb am 25. Juni 1938 in Hingham und fand ihre letzte Ruhestätte auf dem Greenwood Memorial Cemetery von Grass Valley (Nevada County) in Kalifornien.

## Rezeption
Footes schriftstellerisches Werk begann mit dem Erstling „Led-Horse Claim“ und zwischen 1893 und 1925 konnte sie elf weitere Romane und vier Sammlungen mit Kurzgeschichten veröffentlichen. Posthum folgte dann noch ihre Autobiografie.
In ihren Schriften beschrieb Foote mit viel Lokalkolorit den „Wilden Westen“, wie sie ihn erlebte und illustrierte ihre Geschichten oftmals auch selbst. Nach eigenem Bekunden wurde sie in ihren Geschichten u. a. von Joel Chandler Harris, Bret Harte, William Wymark Jacobs und Mark Twain beeinflusst. Sie galt als eine der gefragtesten Illustratorinnen ihrer Zeit. Ihren künstlerischen Durchbruch hatte sie 1867 mit Albert D. Richardsons Werk „Beyond the Mississppi“. Danach fanden sich ihre Illustrationen u. a. in Werken von Nathaniel Hawthorne, Henry Wadsworth Longfellow und John Greenleaf Whittier.
Nach dem Zweiten Weltkrieg war Foote sehr schnell vergessen. Erst als 1972 der Historiker Rodman Paul mit Erlaubnis der Familie Foote die bisher unveröffentlichten Memoiren Mary Footes unter dem Titel „A victorian gentlewoman in the far west“ veröffentlichte, erwachte wieder das Interesse an der Autorin bzw. ihren Werken. Mehr oder weniger zeitgleich (1971) veröffentlichte Wallace Stegner sein Werk „Angel of Repose“, das auf Footes Korrespondenz hauptsächlich mit Helena Kay Gilder basiert. Der Komponist Andrew Imbrie schrieb 1975 seine Oper „Angel of Repose“, das wiederum seinen Ursprung in Stegners gleichnamigen Buch hat.

## Werke (Auswahl)
Autobiografisches
- Rodman W. Paul (Hrsg.): A victorian gentlewoman in the far west. The reminiscences of Mary Hallock Foote. Huntington Library, San Marino, Calif. 1992, ISBN 0-87328-057-1 (EA Boise, Id. 1972)

Erzählungen und Kurzgeschichten
- The cup of trembling and other stories. Boston, Mass. 1893.
- In exile and other stories (= American short story series; 49). Garrett Press, New York 1969 (Nachdruck d. Ausg. New York 1894)
- A touch of sun and other stories (= American short stories series; 50). Garrett Press, New York 1969 (Nachdruck d. Ausg. Boston 1903)

Romane
- Led-Horse Claim. A romance of a mining camp (= American fiction series; 37). Gregg, Ridgewood, NJ 1968 (Nachdruck d. Ausg. New York 1882), OCLC 488432470
- The chosen valley. 1892.
- The ground-swell. 1893.
- John Bodewin's testimony. A mining romance. Houghton Mifflin, Boston, Mass. 1894.
- Cœur d'Alene. AMS Press, New York 1976. ISBN 0-404-58430-6 (Nachdruck d. Ausg. Boston 1895)
- Royal Americans. 1899.
- The prodigal. Houghton Mifflin, Boston, Mass. 1900.
- The desert and the sown. Houghton Mifflin, Boston, Mass. 1902.
- The valley road. Houghton Mifflin, Boston, Mass. 1915.

## Ehrungen
- Der Foote Park (Idaho State Park System) in der Nähe von Boise, Id. wurde nach Mary Hallock Foote und Arthur De Wint Foote benannt.